# AFI 선정 100대 로맨스 영화
AFI 100년 시리즈의 일부인 AFI 선정 100대 로맨스 영화(영어: AFI's 100 Years...100 Passions)는 미국 영화사에서 가장 위대한 사랑 이야기 100편을 모아 놓은 목록이다. 이 목록은 2002년 6월 11일 캔디스 버건이 진행한 CBS 텔레비전 스페셜에서 미국 영화 연구소에 의해 공개되었다.
케리 그랜트와 캐서린 헵번은 각각 6편으로 목록에 가장 많은 영화를 올렸다. 그들은 그중 두 편인 베이비 길들이기와 필라델피아 스토리에서 공동 출연했다. 오드리 헵번은 5편의 영화를 목록에 올려 2위를 차지했다.

## 목록
| #   | 영화                            | 감독                                          | 연도 | 여배우                               | 남배우                          |
| --- | ------------------------------- | --------------------------------------------- | ---- | ------------------------------------ | ------------------------------- |
| 1   | 카사블랑카                      | 마이클 커티즈                                 | 1942 | 잉그리드 버그먼                      | 험프리 보가트                   |
| 2   | 바람과 함께 사라지다            | 빅터 플레밍                                   | 1939 | 비비언 리                            | 클라크 게이블                   |
| 3   | 웨스트 사이드 스토리            | 로버트 와이즈 제롬 로빈스                     | 1961 | 내털리 우드                          | 리처드 베이머                   |
| 4   | 로마의 휴일                     | 윌리엄 와일러                                 | 1953 | 오드리 헵번                          | 그레고리 펙                     |
| 5   | 러브 어페어                     | 리오 매케리                                   | 1957 | 데버러 카                            | 케리 그랜트                     |
| 6   | 추억                            | 시드니 폴락                                   | 1973 | 바브라 스트라이샌드                  | 로버트 레드퍼드                 |
| 7   | 닥터 지바고                     | 데이비드 린                                   | 1965 | 줄리 크리스티 제럴딘 채플린          | 오마르 샤리프                   |
| 8   | 멋진 인생                       | 프랭크 캐프라                                 | 1946 | 도나 리드                            | 제임스 스튜어트                 |
| 9   | 러브스토리                      | 아서 힐러                                     | 1970 | 앨리 맥그로                          | 라이언 오닐                     |
| 10  | 시티 라이트                     | 찰리 채플린                                   | 1931 | 버지니아 체릴                        | 찰리 채플린                     |
| 11  | 애니 홀                         | 우디 앨런                                     | 1977 | 다이앤 키턴                          | 우디 앨런                       |
| 12  | 마이 페어 레이디                | 조지 큐커                                     | 1964 | 오드리 헵번                          | 렉스 해리슨 제러미 브렛         |
| 13  | 아웃 오브 아프리카              | 시드니 폴락                                   | 1985 | 메릴 스트립                          | 로버트 레드퍼드                 |
| 14  | 아프리카의 여왕                 | 존 휴스턴                                     | 1951 | 캐서린 헵번                          | 험프리 보가트                   |
| 15  | 폭풍의 언덕                     | 윌리엄 와일러                                 | 1939 | 멀 오베론                            | 로런스 올리비에                 |
| 16  | 사랑은 비를 타고                | 진 켈리 스탠리 도넌                           | 1952 | 데비 레이놀즈                        | 진 켈리                         |
| 17  | 문스트럭                        | 노먼 주이슨                                   | 1987 | 셰어                                 | 니콜라스 케이지                 |
| 18  | 현기증                          | 앨프리드 히치콕                               | 1958 | 킴 노백                              | 제임스 스튜어트                 |
| 19  | 사랑과 영혼                     | 제리 주커                                     | 1990 | 데미 무어                            | 패트릭 스웨이지                 |
| 20  | 지상에서 영원으로               | 프레드 진네만                                 | 1953 | 데버러 카 도나 리드                  | 버트 랭커스터 몽고메리 클리프트 |
| 21  | 귀여운 여인                     | 게리 마셜                                     | 1990 | 줄리아 로버츠                        | 리처드 기어                     |
| 22  | 황금 연못                       | 마크 라이델                                   | 1981 | 캐서린 헵번                          | 헨리 폰다                       |
| 23  | 나우 보이저                     | 어빙 래퍼                                     | 1942 | 베티 데이비스                        | 폴 헨리드                       |
| 24  | 킹콩                            | 메리언 C. 쿠퍼 어니스트 B. 쇠드삭             | 1933 | 페이 레이                            | 킹콩 브루스 가보                |
| 25  | 해리가 샐리를 만났을 때         | 롭 라이너                                     | 1989 | 멕 라이언                            | 빌리 크리스털                   |
| 26  | 레이디 이브                     | 프레스턴 스터지스                             | 1941 | 바버라 스탠윅                        | 헨리 폰다                       |
| 27  | 사운드 오브 뮤직                | 로버트 와이즈                                 | 1965 | 줄리 앤드루스                        | 크리스토퍼 플러머               |
| 28  | 모퉁이 가게                     | 에른스트 루비치                               | 1940 | 머거릿 설래번                        | 제임스 스튜어트                 |
| 29  | 사관과 신사                     | 테일러 핵퍼드                                 | 1982 | 데브라 윙거                          | 리처드 기어                     |
| 30  | 스윙 타임                       | 조지 스티븐스                                 | 1936 | 진저 로저스                          | 프레드 아스테어                 |
| 31  | 왕과 나                         | 월터 랭                                       | 1956 | 데버러 카                            | 율 브리너                       |
| 32  | 어두운 승리                     | 에드먼드 굴딩                                 | 1939 | 베티 데이비스                        | 조지 브렌트                     |
| 33  | 춘희                            | 조지 큐커                                     | 1936 | 그레타 가르보                        | 로버트 테일러                   |
| 34  | 미녀와 야수                     | 게리 트러스데일 커크 와이즈                   | 1991 | 페이지 오하라                        | 로비 벤슨                       |
| 35  | 지지                            | 빈센트 미넬리                                 | 1958 | 레슬리 카롱                          | 루이 주르당                     |
| 36  | 마음의 행로                     | 머빈 르로이                                   | 1942 | 그리어 가슨                          | 로널드 콜먼                     |
| 37  | 타이타닉                        | 제임스 카메론                                 | 1997 | 케이트 윈슬렛                        | 레오나르도 디카프리오           |
| 38  | 어느 날 밤에 생긴 일            | 프랭크 캐프라                                 | 1934 | 클로데트 콜베르                      | 클라크 게이블                   |
| 39  | 파리의 미국인                   | 빈센트 미넬리                                 | 1951 | 레슬리 카롱                          | 진 켈리                         |
| 40  | 니노치카                        | 에른스트 루비치                               | 1939 | 그레타 가르보                        | 멜빈 더글러스                   |
| 41  | 화니 걸                         | 윌리엄 와일러                                 | 1968 | 바브라 스트라이샌드                  | 오마르 샤리프                   |
| 42  | 안나 카레니나                   | 클래런스 브라운                               | 1935 | 그레타 가르보                        | 프레드릭 마치                   |
| 43  | 스타 탄생                       | 조지 큐커                                     | 1954 | 주디 갈런드                          | 제임스 메이슨                   |
| 44  | 필라델피아 스토리               | 조지 큐커                                     | 1940 | 캐서린 헵번                          | 케리 그랜트 제임스 스튜어트     |
| 45  | 시애틀의 잠 못 이루는 밤        | 노라 에프런                                   | 1993 | 멕 라이언                            | 톰 행크스                       |
| 46  | 나는 결백하다                   | 앨프리드 히치콕                               | 1955 | 그레이스 켈리                        | 케리 그랜트                     |
| 47  | 초원의 빛                       | 엘리아 카잔                                   | 1961 | 내털리 우드                          | 워런 비티                       |
| 48  | 파리에서의 마지막 탱고          | 베르나르도 베르톨루치                         | 1973 | 마리아 슈나이더                      | 말론 브란도                     |
| 49  | 포스트맨은 벨을 두 번 울린다    | 테이 가넷                                     | 1946 | 라나 터너                            | 존 가필드                       |
| 50  | 셰익스피어 인 러브              | 존 매든                                       | 1998 | 귀네스 팰트로                        | 조지프 파인스                   |
| 51  | 베이비 길들이기                 | 하워드 호크스                                 | 1938 | 캐서린 헵번                          | 케리 그랜트                     |
| 52  | 졸업                            | 마이크 니컬스                                 | 1967 | 캐서린 로스                          | 더스틴 호프먼                   |
| 53  | 젊은이의 양지                   | 조지 스티븐스                                 | 1951 | 엘리자베스 테일러                    | 몽고메리 클리프트               |
| 54  | 사브리나                        | 빌리 와일더                                   | 1954 | 오드리 헵번                          | 험프리 보가트                   |
| 55  | 레즈                            | 워런 비티                                     | 1981 | 다이앤 키턴                          | 워런 비티                       |
| 56  | 잉글리쉬 페이션트               | 앤서니 밍겔라                                 | 1996 | 쥘리에트 비노슈 크리스틴 스콧 토머스 | 나빈 앤드루스 레이프 파인스     |
| 57  | 언제나 둘이서                   | 스탠리 도넌                                   | 1967 | 오드리 헵번                          | 앨버트 피니                     |
| 58  | 초대받지 않은 손님              | 스탠리 크레이머                               | 1967 | 캐서린 헵번 캐서린 호튼              | 스펜서 트레이시 시드니 포이티어 |
| 59  | 피크닉                          | 조슈아 로건                                   | 1955 | 킴 노백                              | 윌리엄 홀든                     |
| 60  | 소유와 무소유                   | 하워드 호크스                                 | 1944 | 로런 버콜                            | 험프리 보가트                   |
| 61  | 티파니에서 아침을               | 블레이크 에드워즈                             | 1961 | 오드리 헵번                          | 조지 퍼파드                     |
| 62  | 아파트 열쇠를 빌려드립니다      | 빌리 와일더                                   | 1960 | 셜리 매클레인                        | 잭 레먼                         |
| 63  | 선라이즈                        | 프리드리히 빌헬름 무르나우                    | 1927 | 재닛 게이너 마거릿 리빙스턴          | 조지 오브라이언                 |
| 64  | 마티                            | 델버트 맨                                     | 1955 | 베치 블레어                          | 어니스트 보그나인               |
| 65  | 우리에게 내일은 없다            | 아서 펜                                       | 1967 | 페이 더너웨이                        | 워런 비티                       |
| 66  | 맨해튼                          | 우디 앨런                                     | 1979 | 다이앤 키턴                          | 우디 앨런                       |
| 67  | 욕망이라는 이름의 전차          | 엘리아 카잔                                   | 1951 | 비비언 리                            | 말론 브란도                     |
| 68  | 왓츠 업 덕                      | 피터 보그다노비치                             | 1972 | 바브라 스트라이샌드                  | 라이언 오닐                     |
| 69  | 해롤드와 모드                   | 할 애슈비                                     | 1971 | 루스 고든                            | 버드 코트                       |
| 70  | 센스 앤 센서빌리티              | 리안                                          | 1995 | 엠마 톰슨 케이트 윈슬렛              | 휴 그랜트 앨런 릭먼             |
| 71  | 동부 저 멀리                    | 데이비드 와크 그리피스                        | 1920 | 릴리언 기시                          | 리처드 바델메스                 |
| 72  | 록산느                          | 프레드 셰피시                                 | 1987 | 대릴 해나                            | 스티브 마틴                     |
| 73  | 유령과 뮤어 부인                | 조지프 L. 맹키위츠                            | 1947 | 진 티어니                            | 렉스 해리슨                     |
| 74  | 여성의 해                       | 조지 스티븐스                                 | 1942 | 캐서린 헵번                          | 스펜서 트레이시                 |
| 75  | 대통령의 연인                   | 롭 라이너                                     | 1995 | 아네트 베닝                          | 마이클 더글러스                 |
| 76  | 말 없는 사나이                  | 존 포드                                       | 1952 | 모린 오하라                          | 존 웨인                         |
| 77  | 이혼 소동                       | 리오 매케리                                   | 1937 | 아이린 던                            | 케리 그랜트                     |
| 78  | 귀향                            | 할 애슈비                                     | 1978 | 제인 폰다                            | 존 보이트                       |
| 79  | 제저벨                          | 윌리엄 와일러                                 | 1938 | 베티 데이비스                        | 헨리 폰다                       |
| 80  | 더 셰이크                       | 조지 멜퍼드                                   | 1921 | 애그니스 에어스                      | 루돌프 발렌티노                 |
| 81  | 굿바이 걸                       | 허버트 로스                                   | 1977 | 마샤 메이슨                          | 리처드 드라이퍼스               |
| 82  | 위트니스                        | 피터 위어                                     | 1985 | 켈리 맥길리스                        | 해리슨 포드                     |
| 83  | 모로코                          | 조셉 폰 스턴버그                              | 1930 | 마를레네 디트리히                    | 게리 쿠퍼                       |
| 84  | 이중 배상                       | 빌리 와일더                                   | 1944 | 바버라 스탠윅                        | 프레드 맥머리                   |
| 85  | 모정                            | 헨리 킹                                       | 1955 | 제니퍼 존스                          | 윌리엄 홀든                     |
| 86  | 오명                            | 앨프리드 히치콕                               | 1946 | 잉그리드 버그먼                      | 케리 그랜트                     |
| 87  | 프라하의 봄                     | 필립 코프먼                                   | 1988 | 쥘리에트 비노슈                      | 다니엘 데이 루이스              |
| 88  | 프린세스 브라이드               | 롭 라이너                                     | 1987 | 로빈 라이트                          | 케리 엘위스                     |
| 89  | 누가 버지니아 울프를 두려워하랴 | 마이크 니컬스                                 | 1966 | 엘리자베스 테일러 샌디 데니스        | 리처드 버턴 조지 시걸           |
| 90  | 매디슨 카운티의 다리            | 클린트 이스트우드                             | 1995 | 메릴 스트립                          | 클린트 이스트우드               |
| 91  | 워킹 걸                         | 마이크 니컬스                                 | 1988 | 멜러니 그리피스                      | 해리슨 포드                     |
| 92  | 포기와 베스                     | 오토 프레민저                                 | 1959 | 도러시 댄드리지                      | 시드니 포이티어                 |
| 93  | 더티 댄싱                       | 에밀 아돌리노                                 | 1987 | 제니퍼 그레이                        | 패트릭 스웨이지                 |
| 94  | 보디 히트                       | 로런스 캐즈던                                 | 1981 | 캐슬린 터너                          | 윌리엄 허트                     |
| 95  | 레이디와 트램프                 | 윌프레드 잭슨 해밀턴 러스크 클라이드 게로니미 | 1955 | 바버라 러디                          | 래리 로버츠                     |
| 96  | 맨발 공원                       | 진 색스                                       | 1967 | 제인 폰다                            | 로버트 레드퍼드                 |
| 97  | 그리스                          | 랜들 클라이저                                 | 1978 | 올리비아 뉴턴존                      | 존 트라볼타                     |
| 98  | 노틀담의 꼽추                   | 윌리엄 디터리                                 | 1939 | 모린 오하라                          | 찰스 로턴                       |
| 99  | 필로우 토크                     | 마이클 고든                                   | 1959 | 도리스 데이                          | 록 허드슨                       |
| 100 | 제리 맥과이어                   | 카메론 크로우                                 | 1996 | 러네이 젤위거                        | 톰 크루즈                       |

## 기준
이 목록은 다음 기준을 사용한다.

- 장편 극영화: 영화는 내러티브 형식이어야 하며, 일반적으로 길이가 60분 이상이어야 한다.
- 미국 영화: 영화는 영어로 제작되어야 하며, 미국에서 상당한 창작 및 재정적 제작 요소를 포함해야 한다.
- 러브 스토리: 장르와 관계없이, 두 명 이상의 등장인물 간의 로맨틱한 유대감으로, 그들의 행동 및 의도가 영화의 내러티브의 핵심을 제공해야 한다.
- 유산: 영화의 "열정"이 미국의 영화 및 문화 유산을 풍요롭게 했으며, 현대 예술가와 관객들에게 계속해서 영감을 주는 영화.